# Artem Soroko
Artem Soroko (tiếng Belarus: Арцём Сарока; tiếng Nga: Артём Сороко; sinh 1 tháng 4 năm 1992) là một cầu thủ bóng đá Belarus. Tính đến năm 2018, anh thi đấu cho Slutsk.

## Danh hiệu
BATE Borisov
- Vô địch Giải bóng đá ngoại hạng Belarus: 2014, 2015, 2016
- Vô địch Cúp bóng đá Belarus: 2014–15
- Vô địch Siêu cúp bóng đá Belarus: 2013, 2014, 2015, 2016